# Iers curlingteam (gemengd)
Het Ierse curlingteam vertegenwoordigt Ierland in internationale curlingwedstrijden.

## Geschiedenis
Ierland nam voor het eerst deel aan een internationaal toernooi voor gemengde landenteams tijdens de openingseditie van het Europees kampioenschap in het Andorrese Canillo. Het bereikte de play-offs niet. In 2006 lukte dat wel. De tie-breakers tegen Duitsland en Letland won het team van Johnjo Kenny. In de kwartfinale verloor Ierland met 3-2 van Zweden, een gedeeld vijfde plaats. In 2014 ontbrak het Ierse team.
Na de tiende editie van het EK werd beslist het toernooi te laten uitdoven en te vervangen door een nieuw gecreëerd wereldkampioenschap voor gemengde landenteams. De eerste editie vond in 2015 plaats in het Zwitserse Bern. De beste prestatie werd behaald in 2019, een gedeeld negende plaats.

## Ierland op het wereldkampioenschap
| Jaar | Plaats | Skip          | WG | W | V | PV | PT |
| ---- | ------ | ------------- | -- | - | - | -- | -- |
| 2015 | 16     | John Jo Kenny | 9  | 4 | 4 | 48 | 47 |
| 2016 | 23     | Bill Gray     | 6  | 2 | 4 | 30 | 40 |
| 2017 | 17     | Alan Mitchell | 7  | 4 | 3 | 34 | 43 |
| 2018 | 23     | James Russell | 8  | 3 | 5 | 47 | 49 |
| 2019 | 9      | John Wilson   | 8  | 5 | 3 | 49 | 40 |
| 2022 | 23     | John Wilson   | 8  | 3 | 5 | 36 | 53 |
| 2023 | 20     | Brian Mathews | 8  | 4 | 4 | 52 | 46 |
| 2024 | 20     | John Wilson   | 7  | 4 | 3 | 56 | 34 |

## Ierland op het Europees kampioenschap
| Jaar | Plaats        | Skip          | WG            | W             | V             | PV            | PT            |
| ---- | ------------- | ------------- | ------------- | ------------- | ------------- | ------------- | ------------- |
| 2005 | 15            | Tony Tierney  | 5             | 2             | 3             | 32            | 43            |
| 2006 | 5             | Johnjo Kenny  | 8             | 5             | 3             | 51            | 34            |
| 2007 | 23            | Johnjo Kenny  | 5             | 0             | 5             | 19            | 35            |
| 2008 | 16            | Johnjo Kenny  | 7             | 2             | 5             | 34            | 50            |
| 2009 | 13            | John Kenny    | 7             | 3             | 4             | ?             | ?             |
| 2010 | 17            | John Kenny    | 7             | 2             | 5             | ?             | ?             |
| 2011 | 21            | David Smith   | 7             | 1             | 6             | 35            | 49            |
| 2012 | 9             | Robin Gray    | 7             | 4             | 3             | 41            | 33            |
| 2013 | 14            | Robin Gray    | 7             | 3             | 4             | 49            | 28            |
| 2014 | Geen deelname | Geen deelname | Geen deelname | Geen deelname | Geen deelname | Geen deelname | Geen deelname |